# TEX29
TEX29 (англ. Testis expressed 29) – білок, який кодується однойменним геном, розташованим у людей на 13-й хромосомі. Довжина поліпептидного ланцюга білка становить 151 амінокислот, а молекулярна маса — 16 649.
| 10         |  | 20         |  | 30         |  | 40         |  | 50         |
| ---------- |  | ---------- |  | ---------- |  | ---------- |  | ---------- |
| MEYVLEVKNS |  | PRHLLKQFTV |  | CDVPLYDICD |  | YNVSRDRCQE |  | LGCCFYEGVC |
| YKKAVPIYIH |  | VFSALIVIIA |  | GAFVITIIYR |  | VIQESRKEKA |  | IPVDVALPQK |
| SSEKAELASS |  | SSKLGLKPAS |  | PGPPSAGPSM |  | KSDEDKDDVT |  | GTITEAEETE |
| D          |  |            |  |            |  |            |  |            |

A: Аланін

C: Цистеїн

D: Аспарагінова кислота

E: Глутамінова кислота

F: Фенілаланін

G: Гліцин

H: Гістидин

I: Ізолейцин

K: Лізин

L: Лейцин

M: Метіонін

N: Аспарагін

P: Пролін

Q: Глутамін

R: Аргінін

S: Серин

T: Треонін

V: Валін

Локалізований у мембрані.